# Killing Me Softly
 Killing Me Softly és una pel·lícula dirigida per Chen Kaige, estrenada el 2002. És l'adaptació cinematogràfica de la novel·la homònima escrita per l'autor britànic Nicci French.

## Argument
Alice Loudon porta una vida ordinària però feliç amb el seu company Jake al seu pis londinenc. Ella ocupa el lloc de dissenyadora de pàgines internet en una empresa d'informàtica. Tanmateix, un dia, es creua, anant al seu treball, amb un jove al carrer. Se sent de seguida atreta per la seva bellesa i el seu aspecte misteriós. Alice es deixa portar pel seu instint i, sense demanar-li el seu nom, el segueix fins al seu pis on fan l'amor sense parar. Aquest home estrany es diu Adam Tallis i ha salvat recentment la vida de diverses persones en una expedició de muntanya. Alice abandona llavors la seva relació còmoda i estable amb Jake per casar-se dos mesos més tard amb Adam. Tanmateix, no triga a tenir dubtes sobre la verdadera personalitat del seu nou amant assabentant-se de les defuncions sospitoses de tres de les seves antigues promeses.

## Repartiment
- Heather Graham: Alice Loudon
- Joseph Fiennes: Adam Tallis
- Natasha McElhone: Deborah Tallis
- Jason Hughes: Jake